# William B. Muchmore
William B. Muchmore   (7 de juliol de 1920 - Rochester, 11 de maig de 2017) fou un aracnòleg estatunidenc.
Diplomat per la Universitat George Washington, va ser professor emèrit del Departament de Biologia de la Universitat de Rochester. Era un especialista en pseudoescorpins.

## Taxons eponímics
- Zimiromus muchmorei Platnick & Shadab, 1976
- Antillochernes muchmorei (Dumitresco & Orghidan, 1977)
- Monoblemma muchmorei Shear, 1978
- Heteronebo muchmorei Francke & Sissom, 1980
- Ideoblothrus muchmorei Heurtault, 1983
- Metophthalmus muchmorei Andrews, 1988
- Diplopauropus muchmorei Scheller, 1989
- Americhernes muchmorei Harvey, 1990
- Charinus muchmorei Armas & Teruel, 1997
- Spelaeobochica muchmorei Andrade & Mahnert, 2003
- Pseudalbiorix muchmorei Barba & Pérez, 2007

## Alguns taxons descrits
| - Americhernes - Americhernes levipalpus - Americhernes reductus - Antillochernes - Antillochernes bahamensis - Antillochernes biminiensis - Antillochernes cruzensis - Antillochernes floridensis - Aphrastochthonius grubbsi - Aphrastochthonius pachysetus - Aphrastochthonius pecki - Aphrastochthonius similis - Aphrastochthonius tenax - Apocheiridium reddelli | - Apochthonius colecampi - Apochthonius diabolus - Apochthonius grubbsi - Apochthonius hobbsi - Apochthonius holsingeri - Apochthonius hypogeus - Apochthonius indianensis - Apochthonius knowltoni - Apohya - Apohya campbelli - Bituberochernes jonensis - Bituberochernes - Brazilatemnus - Brazilatemnus browni | - Chiridiochernes - Chiridiochernes platypalpus - Cocinachernes - Cocinachernes foliosus - Dinocheirus cavicola - Dinochernes wallacei - Diplotemnus rothi - Epactiochernes - Epichernes - Fissilicreagris imperialis - Hesperochernes holsingeri - Interchernes - Interchernes clarkorum - Mexichelifer | - Mexichelifer reddelli - Mexobisium - Mucrochernes - Neoallochernes incertus - Neoallochernes minor - Parachelifer parvus - Parachernes arcuodigitus - Parachernes bisetus - Parachernes rasilis - Tartarocreagris texana - Troglobochica - Tuberochernes - Tuberochernes ubicki |

## Abreviatura
L'abreviatura Muchmore es fa servir per indicar  William B. Muchmore com autoritat en la descripció i taxonomia dins la zoologia.